# Politikåret 1884

## Händelser
- 11 mars - Tillförordnade Ole Bachke efterträder Christian Selmer som Norges statsminister.[1]
- 29 mars - Tillförordnade Niels Mathias Rye efterträder Ole Bachke som Norges statsminister.[1]
- 3 april - Christian Homann Schweigaard efterträder Niels Mathias Rye som Norges statsminister.[1]
- 16 maj - Carl Johan Thyselius avgår som Sveriges statsminister och ersätts av Robert Themptander.[2]
- 17 maj - Alaskadistriktet upprättas i USA.[3]
- 26 juni - Johan Sverdrup efterträder Christian Homann Schweigaard som Norges statsminister.[1]
- 16 augusti - Robert Stout efterträder Harry Atkinson som Nya Zeelands premiärminister.[4]
- 28 augusti - Harry Atkinson efterträder Robert Stout som Nya Zeelands premiärminister.[4]
- 3 september - Robert Stout efterträder Harry Atkinson som Nya Zeelands premiärminister.[4]

## Val och folkomröstningar
- 4 november - Grover Cleveland vinner presidentvalet i USA.[5]
- Okänt datum - Andrakammarval hålls i Sverige.

### Fotnoter
1. 1 2 3 4  ”Norway” (på engelska). World Statesmen. http://www.worldstatesmen.org/Norway.htm. Läst 29 juli 2015.
2. ↑  ”Sweden” (på engelska). World Statesmen. http://www.worldstatesmen.org/Sweden.html. Läst 29 juli 2015.
3. ↑  ”Alaska” (på engelska). World Statesmen. http://www.worldstatesmen.org/US_states_A-D.html#Alaska. Läst 29 juli 2015.
4. 1 2 3  ”New Zealand” (på engelska). World Statesmen. http://www.worldstatesmen.org/New_Zealand.htm. Läst 1 augusti 2015.
5. ↑  ”Chronology of World History” (på engelska). World Timeline. Arkiverad från originalet den 25 juli 2015. https://web.archive.org/web/20150725061829/http://worldtimeline.info/wor1883.htm. Läst 28 juli 2015.